# Temnoplectron bornemisszai
Temnoplectron bornemisszai är en skalbaggsart som beskrevs av Matthews 1974. Temnoplectron bornemisszai ingår i släktet Temnoplectron och familjen bladhorningar. Inga underarter finns listade i Catalogue of Life.